# Balneario (baños medicinales)

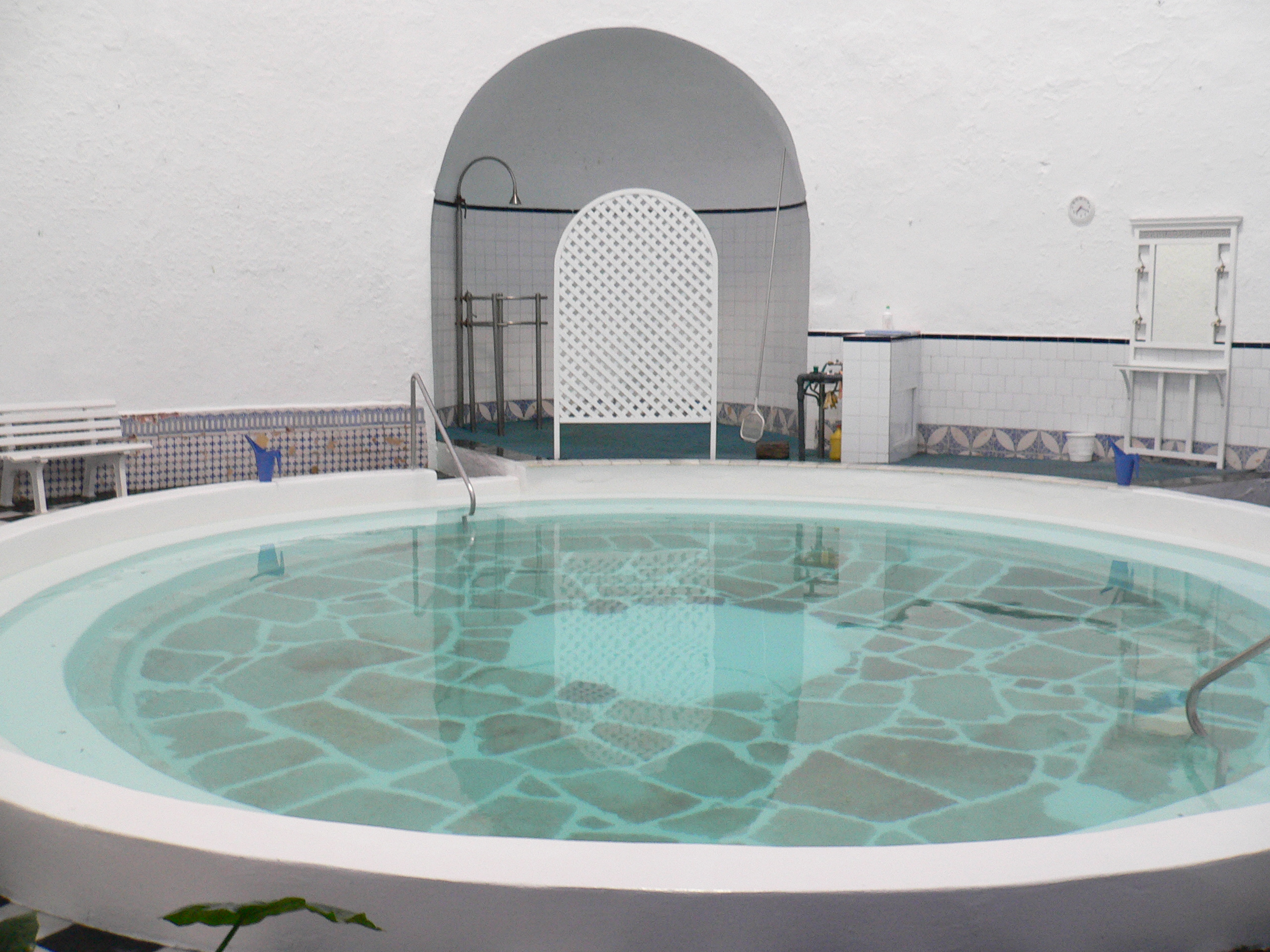
Balneario de Alange (Extremadura), de origen romano.

Un balneario es un lugar dedicado a la curación a través de la utilización de las aguas, sobre todo termales o minerales, con un edificio para el hospedaje.

## Etimología
La palabra balneario viene del latín balnearius y significa "establecimiento en el que se ofrecen baños medicinales". Sus componentes léxicos son: balneum (baño), más el sufijo -ario (lugar).

## Función

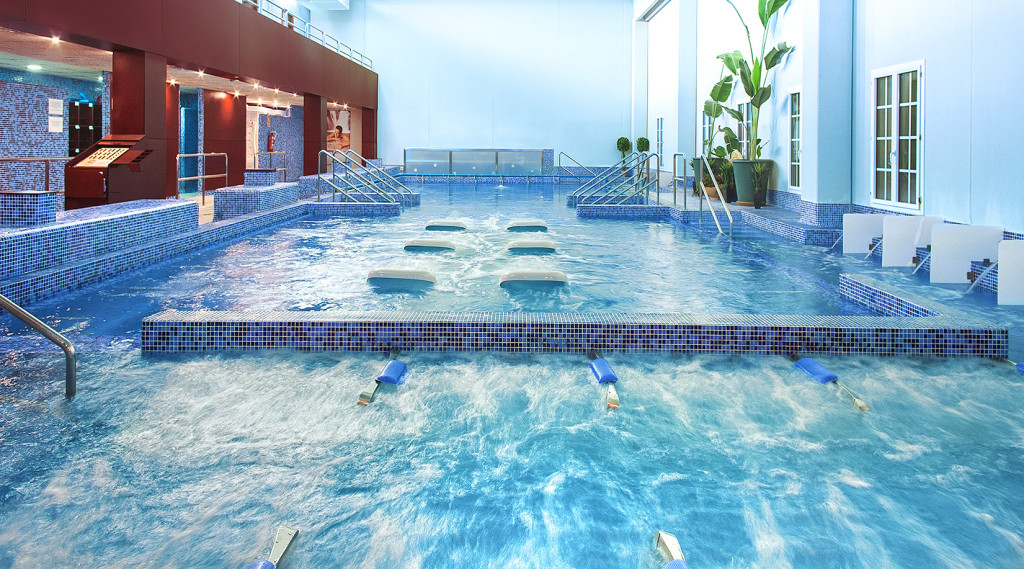
Piscina termal del Balneario de Cofrentes

En Europa, los balnearios son centros sanitarios, autorizados por las correspondientes autoridades sanitarias, donde se realizan tratamientos de medicina termal para enfermedades reumatológicas, respiratorias, digestivas, de vías urinarias, dermatológicas, otorrinolaringológicas y del sistema nervioso.
En Latinoamérica y en otros continentes se conciben como balnearios centros marinos de talasoterapia o centros de SPA.
Cuando los baños son medicinales (balnearios europeos), se utilizan los agentes termales, que son las aguas mineromedicinales, sus vapores, sus gases y sus barros, con fines terapéuticos y previa prescripción médica.
En estos casos se emplean diferentes técnicas individuales y colectivas, generales y locales, donde se combinan la temperatura del agente termal, la presión con la que se aplica, el tiempo de duración de los tratamientos y las propiedades que aporta la mineralización del agua, en diferentes técnicas de piscinas, baños, duchas, chorros, etc.
Cuando el agua se usa con fines no médicos (higiénicos o estéticos), existen variedad de productos y servicios que se pueden incorporar, como masajes, saunas, rayos UVA, solárium, gimnasio, camas de agua o tratamientos de belleza. A efectos de entretenimiento, comúnmente se encuentran en estos lugares toboganes (o acuatubos), chapoteaderos, lagos artificiales para remo, albercas con olas artificiales, y ríos de diferentes corrientes generadas también de manera artificial.

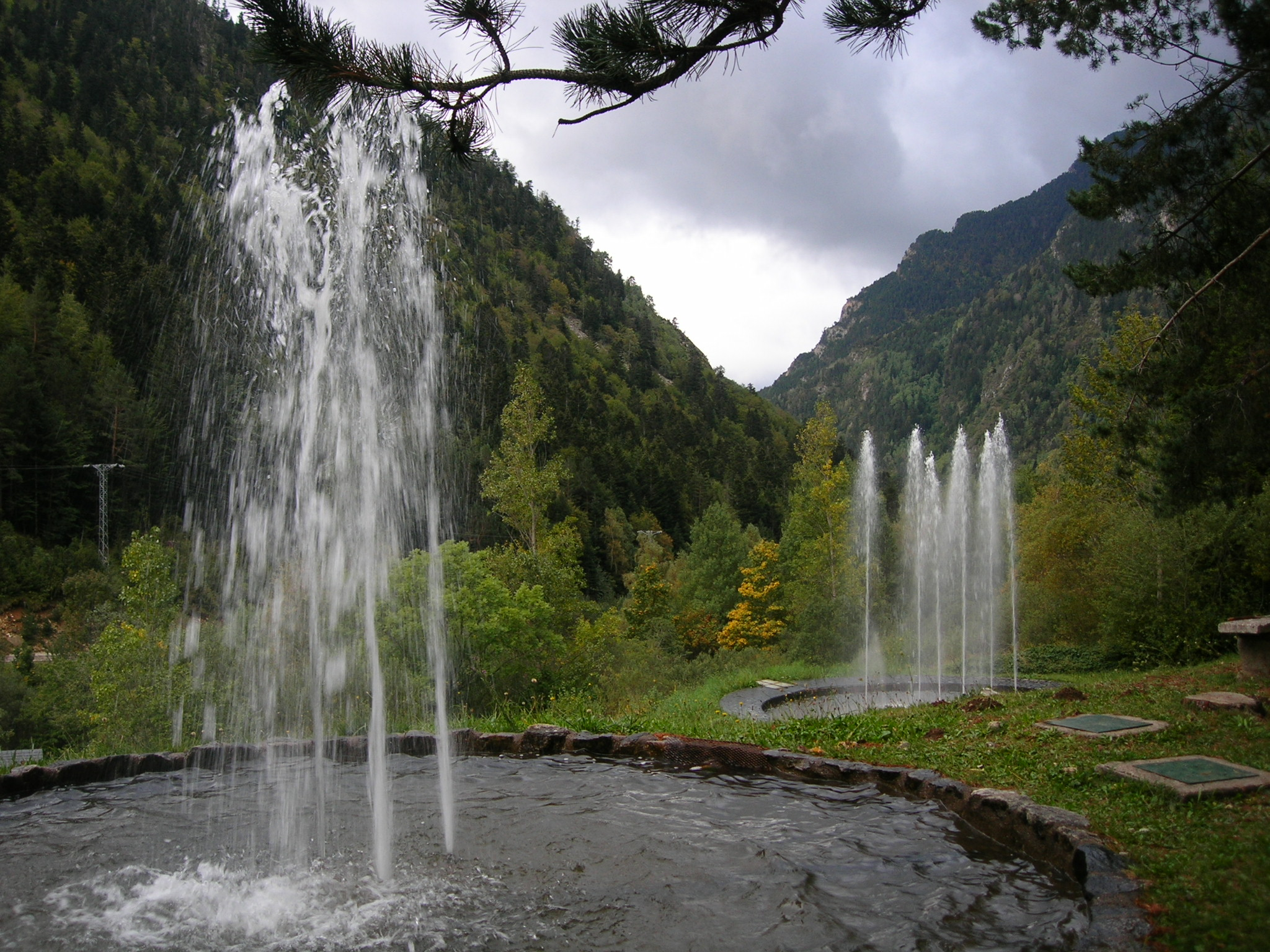
Balneario de Caldas de Bohí.